# A New World Record
Albums de Electric Light Orchestra
Face the Music
(1975) Out of the Blue
(1977)
A New World Record est le sixième album studio d'Electric Light Orchestra, sorti en 1976. 
Sa pochette constitue la première apparition du logo du groupe.

## Titres
Toutes les chansons sont écrites et composées par Jeff Lynne.
| 1.    | Tightrope                | 5:03 |
| 2.    | Telephone Line           | 4:38 |
| 3.    | Rockaria!                | 3:12 |
| 4.    | Mission (A World Record) | 4:25 |
| 5.    | So Fine                  | 3:54 |
| 6.    | Livin' Thing             | 3:31 |
| 7.    | Above the Clouds         | 2:16 |
| 8.    | Do Ya                    | 3:43 |
| 9.    | Shangri-La               | 5:32 |
| 36:20 |                          |      |

## Musiciens
- Jeff Lynne : chant, guitares, percussions, piano
- Bev Bevan : batterie, percussions, chant
- Richard Tandy : claviers, guitare, percussions, chant
- Kelly Groucutt : basse, chant, percussions, chœurs
- Mik Kaminski : violon
- Hugh McDowell : violoncelle
- Melvyn Gale : violoncelle